# Ligue Antilles 2004-2005
La Ligue Antilles 2004-2005 fut la deuxième édition de la Ligue Antilles de football.
Cette édition fut marquée par la seconde victoire consécutive des martiniquais du Club Franciscain, qui, le 11 juin 2005, s'imposa en finale contre leurs compatriotes du Racing Club de Rivière Pilote.
Pour le match de la 3e place, les guadeloupéens de l'Etoile de Morne à l'eau s'imposèrent contre leurs compatriotes du CS Moulien.

## Participants
Pour la Guadeloupe: AS Gosier (2e participation), Etoile de Morne à l'eau (2e participation), Racing Club de Basse-Terre et le CS Moulien.
Pour la Martinique: Club Franciscain (2e participation et tenant du titre), CS Case Pilote (2e participation), Racing Club de Rivière Pilote (2e participation) et le Santana.

## Résultats

### Groupe A
| Equipe                  | Pts | J | V | N | D | B+ | B- | diff |
| ----------------------- | --- | - | - | - | - | -- | -- | ---- |
| Club Franciscain        | 13  | 4 | 1 | 1 | 1 | 15 | 10 | +5   |
| Etoile de Morne à l'eau | 12  | 6 | 3 | 2 | 1 | 12 | 6  | +6   |
| CS Case Pilote          | 7   | 6 | 2 | 1 | 3 | 4  | 9  | -5   |
| AS Gosier               | 2   | 6 | 0 | 2 | 4 | 4  | 10 | -6   |

1re journée (12 janvier 2005):
 Club Franciscain 1 - 0 CS Case Pilote 
 AS Gosier 0 - 0 Etoile de Morne à l'eau 
2e journée (5 février 2005):
 Club Franciscain 3 - 1 AS Gosier 
 Etoile de Morne à l'eau 2 - 0 CS Case Pilote 
3e journée (5 mars 2005):
 Etoile de Morne à l'eau 5 - 1 Club Franciscain 
 CS Case Pilote 2 - 1 AS Gosier 
4e journée (6 avril 2005):
 Etoile de Morne à l'eau 2 - 0 AS Gosier 
 CS Case Pilote 0 - 4 Club Franciscain 
5e journée (8 mai 2005):
 AS Gosier 1 - 1 Club Franciscain 
 CS Case Pilote 0 - 0 Etoile de Morne à l'eau 
6e journée (28 mai 2005):
 Club Franciscain 5 - 3 Etoile de Morne à l'eau 
 AS Gosier 1 - 2 CS Case Pilote 

### Groupe B
| Equipe                        | Pts | J | V | N | D | B+ | B- | diff |
| ----------------------------- | --- | - | - | - | - | -- | -- | ---- |
| Racing Club de Rivière Pilote | 16  | 6 | 5 | 1 | 0 | 10 | 4  | +6   |
| CS Moulien                    | 8   | 6 | 2 | 2 | 2 | 2  | 3  | -1   |
| Santana Club de Sainte-Anne   | 5   | 6 | 1 | 2 | 3 | 4  | 7  | -3   |
| Racing Club de Basse-Terre    | 4   | 6 | 1 | 1 | 4 | 7  | 9  | -2   |

1re journée (12 janvier 2005):
 Racing Club de Basse-Terre 0 - 0 CS Moulien 
 Racing Club de Rivière Pilote 1 - 1 Santana Club de Sainte-Anne 
2e journée (5 février 2005):
 Santana Club de Sainte-Anne 0 - 0 CS Moulien 
 Racing Club de Basse-Terre 2 - 3 Racing Club de Rivière Pilote 
3e journée (5 mars 2005):
 Santana Club de Sainte-Anne 3 - 1 Racing Club de Basse-Terre 
 CS Moulien 0 - 1 Racing Club de Rivière Pilote 
4e journée (6 avril 2005):
 CS Moulien 1 - 0 Racing Club de Basse-Terre 
 Santana Club de Sainte-Anne 0 - 1 Racing Club de Rivière Pilote 
5e journée (8 mai 2005):
 Racing Club de Rivière Pilote 2 - 1 Racing Club de Basse-Terre 
 CS Moulien 1 - 0 Santana Club de Sainte-Anne 
6e journée (28 mai 2005):
 Racing Club de Basse-Terre (forfait 3 - 0) Santana Club de Sainte-Anne  (Le Santana Club de Sainte-Anne a dû déclarer forfait à la suite du décès de leur entraineur-adjoint)
 Racing Club de Rivière Pilote 2 - 0 CS Moulien 

### Match pour la troisième place
11 juin 2005:
 Etoile de Morne à l'eau 2 - 1 CS Moulien 

### Finale
11 juin 2005:
 Club Franciscain 1 - 0 Racing Club de Rivière Pilote 
Le Club Franciscain remporte pour la deuxième fois consécutive la Ligue Antilles et devient par conséquent double champion des Antilles.